# زمان جوانی من در کوهستان
زمان جوانی من در کوهستان (انگلیسی: When I Was Young in the Mountains) یک کتاب مصور است که در ۱۹۸۲ نوشته شده است. این نخستین کتاب سینتیا ریلانت بود. او پس از این کتاب، ۶۰ کتاب کودک دیگر از قبیل از دست دادن مه، برندهٔ نشان نیوبری را نوشت. این کتاب، آنچنان که ریلانت، زمان صرف شده برای آن را بعدها یک ساعت اعلام کرد، برندهٔ جایزهٔ کتاب آمریکا در ۱۹۸۲ و تصاویر دیان گوود نیز برندهٔ جایزهٔ نشان کالدکوت شد.
شخصیت اصلی داستان کتاب، جوانی از ویرجینیای غربی در رشته‌کوه آپالاچی است. این کتاب، بر اساس زندگی واقعی ریلانت نوشته شده است.